# Sciadocladus helmsii
Sciadocladus helmsii là một loài Rêu trong họ Hypnodendraceae. Loài này được (Müll. Hal.) Broth. ex Paris mô tả khoa học đầu tiên năm 1909.